# Marian Pons Tàrrech
Marian (o Marià) Pons Tàrrech (Reus, 24 de març de 1811 - Barcelona, 4 d'abril de 1884) fou un advocat català.

## Biografia
Va néixer a Reus, fill de Marià Pons i de Mariana Tàrrech Capestany, natural de Sevilla. Després d'estudiar batxillerat a Reus marxà a Barcelona on estudià Dret. Va ser un dels cinc síndics de l'Ajuntament de Barcelona la tardor de 1839 i regidor el 1840, i en va ser després secretari durant el període 1841-1843. Milità en el Partit Progressista i va ser amic personal del general Joan Prim. Quan aquest va ser detingut per Narváez, Marià Pons va sortir en la seva defensa, cosa que li comportà l'empresonament a Barcelona. Amic també de Laureà Figuerola, aquest li demanà articles pel diari La Discusión, de Madrid, un dels portaveus del Partit Republicà Democràtic Federal
Es va casar amb Concepció Montells, morta abans que ell. Van ser els pares de Frederic Pons i Montells (1838-1902), polític, jurista, periodista i escriptor.
Pons va morir a Barcelona als 75 anys, segons el registre de defuncions de l'Ajuntament de Barcelona.